# Kasr Bin Wardan

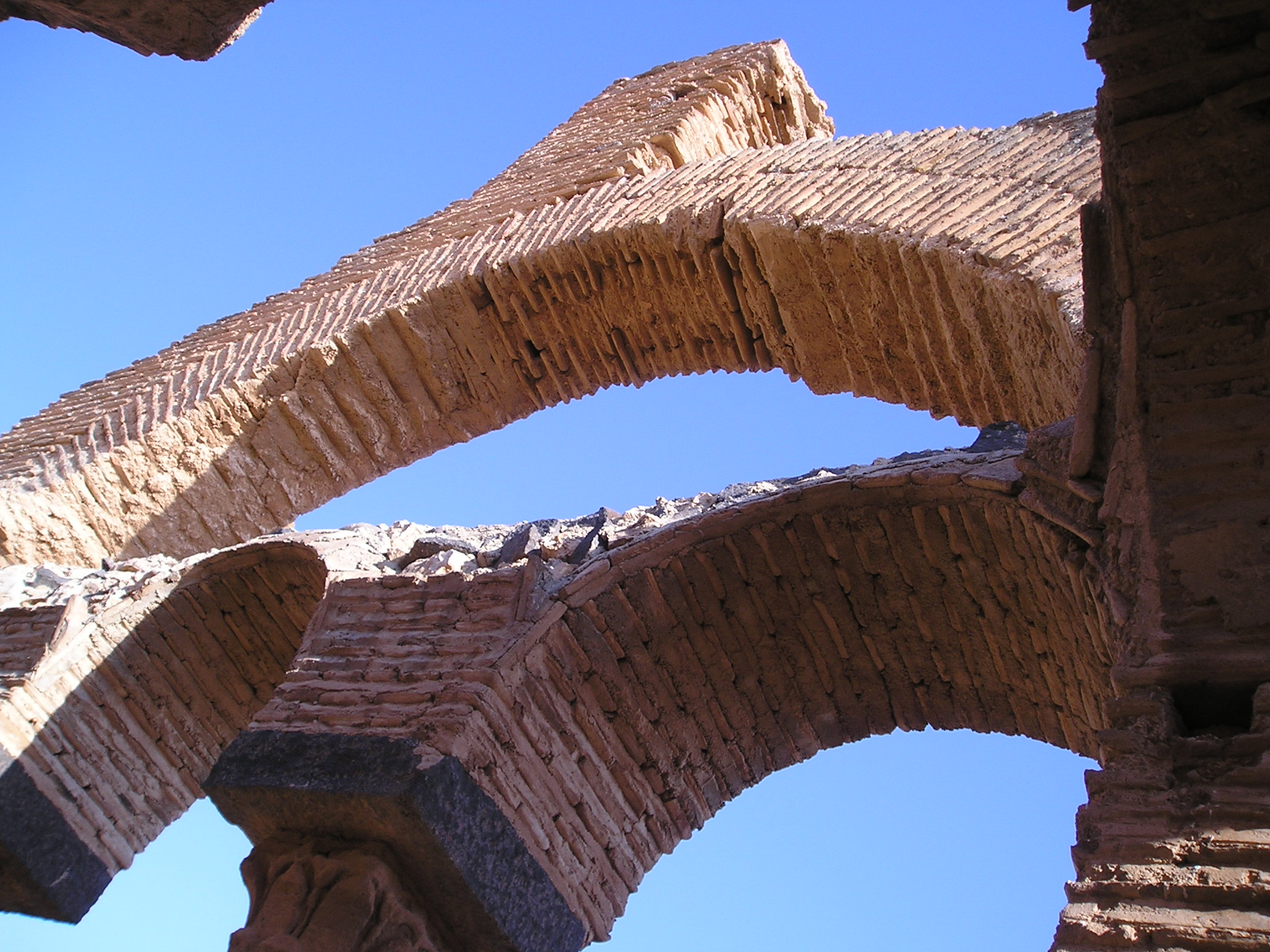
Zachowany łuk kościoła

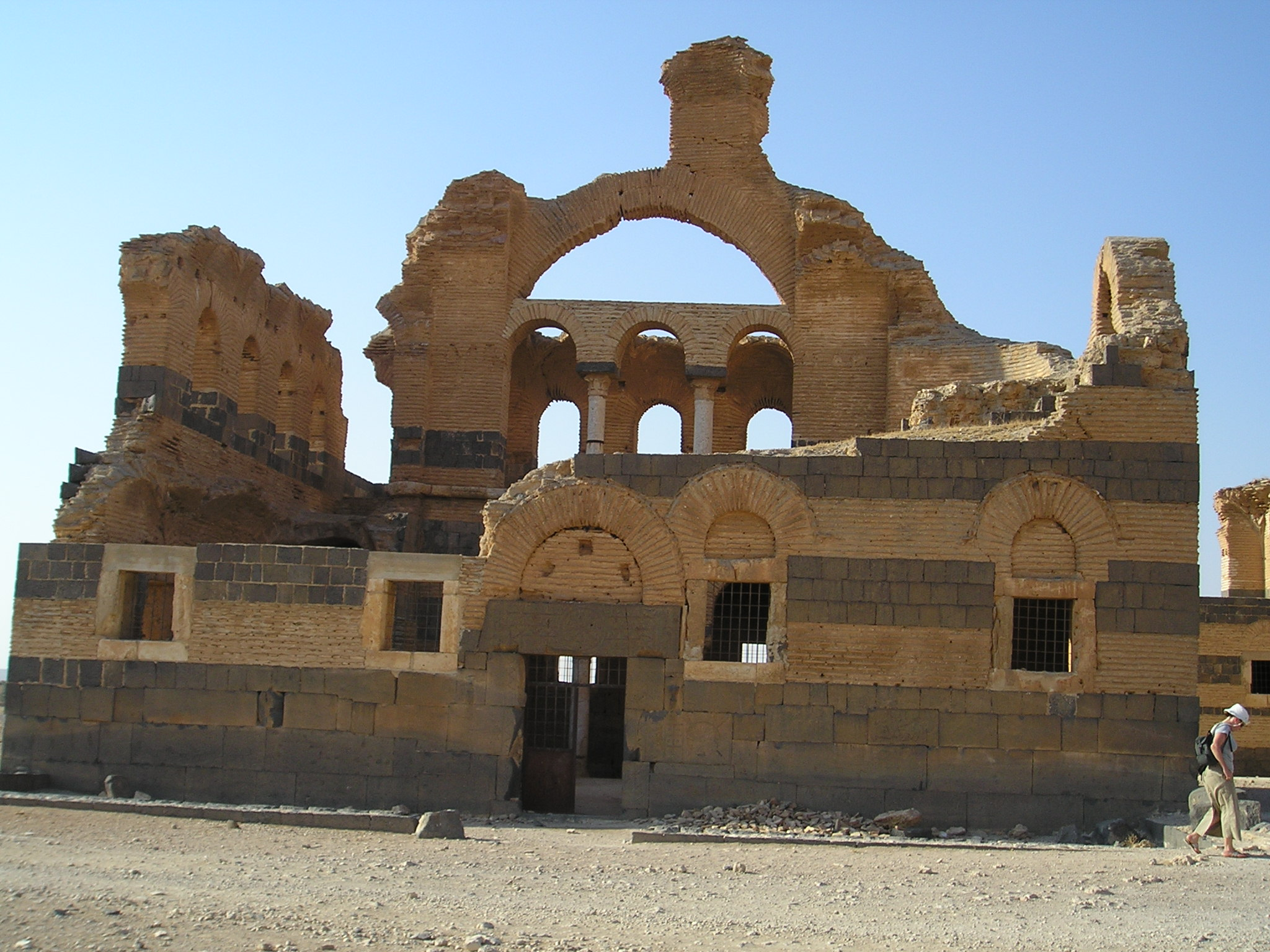
Ruiny kościoła

Kasr Bin Wardan (arab. قصر بن وردان) – wieś w Syrii, w muhafazie Hama. W 2004 roku liczyła 467 mieszkańców. Zachowały się w niej ruiny bizantyńskiego pałacu, kościoła wybudowanego około 564 i koszar.